# Школа мистецтв Тіша
40°43′45″ пн. ш. 73°59′38″ зх. д. / 40.72922222° пн. ш. 73.99377778° зх. д.
Школа мистецтв Тішів Нью-Йоркського університету (New York University Tisch School of the Arts) — школа виконавського, кінематографічного та медіа-мистецтва при Нью-Йоркському університеті.
Заснована 17 серпня 1965 року, школа Тіш є навчальним полігоном для артистів, знавців мистецтва та режисерів. Школа поділена на три інститути: виконавське мистецтво, нові медіа і кіно та телебачення. Студентам доступні багато дисциплін бакалаврату та аспірантури, зокрема: акторська майстерність, танці, драматургія, студії перформансу, дизайн сцени та фільмів, сценарії музичного театру, фотографія, музичний продюсинг, дизайн і розробка ігор, а також дослідження фільмів і телебачення.
Школа також пропонує міждисциплінарну програму «спільне мистецтво», програми середньої школи, безперервну освіту в галузі мистецтва для широкої публіки, а також Інститут музичних записів Клайва Девіса, який навчає підприємницьких стратегій в індустрії звукозапису. Також пропонується подвійна програма магістра MFA / MBA, що дозволяє студентам проходити курсову роботу як у Tisch, так і в Школі бізнесу Стерна Нью-Йоркського університету. Заклад розташований у районі Гринвіч-Віллідж Нижнього Манхеттена, Нью-Йорк.
Станом на 2019 рік серед випускників школи були 22 володарі премії Оскар, 17 володарів премії Еммі, 12 володарів премії Тоні та чотири володарі премії Греммі. Станом на  2017 , школа мала понад 25 000 випускників, які працюють у мистецтві та суміжних професіях, і мала більше випускників в бродвейському театрі, ніж будь-яка інша школа театру в Сполучених Штатах.